# 杉村正三郎
杉村 正三郎（すぎむら しょうざぶろう、1907年8月16日 - 2000年7月3日）は、日本の会社役員、サッカー選手。

## 経歴
父は杉村倉庫創業者の杉村正太郎、兄は上智大学教授などを務めた野村正二郎であり、大阪商工会議所初代会頭の五代友厚が母方の祖父に当たる。
旧制大阪府立天王寺中学校（現・大阪府立天王寺高等学校）を経て早稲田高等学院に進学。早稲田高等学院3年次の1927年に上海で開催された第7回極東選手権競技大会のサッカー日本代表に選出されたが出場機会は無かった。同年9月14日に平壌での崇実専門学校との親善試合で代表初出場を果たした。
早稲田高等学院卒業後は早稲田大学理工学部電気工学科に進学。ア式蹴球部に所属し、在学中の1930年5月開催の第9回極東選手権大会の日本代表に選出されるも第8回大会同様に出場機会は無かった。
1931年3月に大学を卒業後は阪急電鉄に入社、運輸部長や企画室部長を歴任して、1960年11月に取締役建設部長に就任。1964年5月に阪急バスの副社長、1965年12月に阪急電鉄常務取締役に就任。1966年に阪急電気工事の社長に就任、1980年に阪急電鉄の取締役相談役となった。また、阪急交通社の取締役も務めた。
2000年7月3日、兵庫県宝塚市で老衰により死去した。享年92。